# Hamud bin 'Abd al-'Aziz Al Sa'ud
Ḥamūd bin ʿAbd al-ʿAzīz Āl Saʿūd (in arabo حمود بن عبد العزيز آل سعود‎?; Riyad, 1947 – Riyad, 26 febbraio 1994) è stato un principe saudita, membro della famiglia reale Al Saʿūd.

## Biografia
Il principe Ḥamūd è figlio di Re ʿAbd al-ʿAzīz e di Fuṭayma. È stato il più giovane dei figli del re a raggiungere l'età adulta.
Ha conseguito una laurea in storia presso l'Università Re Sa'ud. Era noto per il suo amore per lo studio, la cultura, il dibattito culturale, la poesia, la letteratura. Fra i suoi hobby si annoverano la pesca e le letture di viaggio. Era interessato anche alla tecnologia moderna, che ha cercato di valorizzare nel suo paese. Era anche un imprenditore di successo ma non ha mai avuto posizioni del governo.

## Famiglia
Sposato con Ṭarfa bt. Ḥamūd b. Fahd al-Jabr al-Rashīd, ha avuto da lei un'unica figlia, Ghāda, che gli ha dato due nipoti, senza poter entrare nel Consiglio di Fedeltà.

## Morte
Il principe è morto il 26 febbraio 1994 dopo la preghiera del tramonto nel suo palazzo di Riad per arresto cardiaco. Le preghiere funebri si sono tenute nella moschea Imām Turkī bin ʿAbd Allāh di Riyad, in seguito la salma è stata sepolta nel cimitero della città.

## Albero genealogico
|                                   |   |                            | Genitori                           |  |  | Nonni |  |  | Bisnonni        |  |  | Trisnonni                     |  |
|                                   |   |                            |                                    |  |  |       |  |  | Fayṣal Āl Saʿūd |  |  | Turkī bin ʿAbd Allāh Āl Saʿūd |  |
|                                   |   |                            |                                    |  |  |       |  |  | Fayṣal Āl Saʿūd |  |  | Turkī bin ʿAbd Allāh Āl Saʿūd |  |
|                                   |   | Hia bint Ḥamad Tamīmī      |                                    |  |  |       |  |  | Fayṣal Āl Saʿūd |  |  |                               |  |
| ʿAbd al-Raḥmān Āl Saʿūd           |   |                            |                                    |  |  |       |  |  | Fayṣal Āl Saʿūd |  |  |                               |  |
|                                   |   | Sāra bint Misharī Āl Saʿūd | Misharī b. ʿAbd al-Raḥmān b. Saʿūd |  |  |       |  |  |                 |  |  |                               |  |
|                                   |   | Sāra bint Misharī Āl Saʿūd | Misharī b. ʿAbd al-Raḥmān b. Saʿūd |  |  |       |  |  |                 |  |  |                               |  |
|                                   |   | Sāra bint Misharī Āl Saʿūd | …                                  |  |  |       |  |  |                 |  |  |                               |  |
| ʿAbd al-ʿAzīz dell'Arabia Saudita |   | Sāra bint Misharī Āl Saʿūd |                                    |  |  |       |  |  |                 |  |  |                               |  |
|                                   |   | Aḥmad al-Kabīr al-Sudayrī  | Muḥammad b. Turkī al-Sudayrī       |  |  |       |  |  |                 |  |  |                               |  |
|                                   |   | Aḥmad al-Kabīr al-Sudayrī  | Muḥammad b. Turkī al-Sudayrī       |  |  |       |  |  |                 |  |  |                               |  |
|                                   |   | Aḥmad al-Kabīr al-Sudayrī  | …                                  |  |  |       |  |  |                 |  |  |                               |  |
| Sāra bint Aḥmad al-Sudayrī        |   | Aḥmad al-Kabīr al-Sudayrī  |                                    |  |  |       |  |  |                 |  |  |                               |  |
|                                   |   | …                          | …                                  |  |  |       |  |  |                 |  |  |                               |  |
|                                   |   | …                          | …                                  |  |  |       |  |  |                 |  |  |                               |  |
|                                   |   | …                          | …                                  |  |  |       |  |  |                 |  |  |                               |  |
| Hamud bin 'Abd al-'Aziz Al Sa'ud  |   | …                          |                                    |  |  |       |  |  |                 |  |  |                               |  |
|                                   | … | …                          |                                    |  |  |       |  |  |                 |  |  |                               |  |
|                                   | … | …                          |                                    |  |  |       |  |  |                 |  |  |                               |  |
|                                   | … | …                          |                                    |  |  |       |  |  |                 |  |  |                               |  |
| …                                 | … |                            |                                    |  |  |       |  |  |                 |  |  |                               |  |
|                                   |   | …                          | …                                  |  |  |       |  |  |                 |  |  |                               |  |
|                                   |   | …                          | …                                  |  |  |       |  |  |                 |  |  |                               |  |
|                                   |   | …                          | …                                  |  |  |       |  |  |                 |  |  |                               |  |
| Fuṭayma al Yamaniyah              |   | …                          |                                    |  |  |       |  |  |                 |  |  |                               |  |
|                                   |   | …                          | …                                  |  |  |       |  |  |                 |  |  |                               |  |
|                                   |   | …                          | …                                  |  |  |       |  |  |                 |  |  |                               |  |
|                                   |   | …                          | …                                  |  |  |       |  |  |                 |  |  |                               |  |
| …                                 |   | …                          |                                    |  |  |       |  |  |                 |  |  |                               |  |
|                                   |   | …                          | …                                  |  |  |       |  |  |                 |  |  |                               |  |
|                                   |   | …                          | …                                  |  |  |       |  |  |                 |  |  |                               |  |
|                                   |   | …                          | …                                  |  |  |       |  |  |                 |  |  |                               |  |
|                                   |   | …                          |                                    |  |  |       |  |  |                 |  |  |                               |  |